# Зубов, Андрей Борисович
Андре́й Бори́сович Зу́бов (род. 16 января 1952, Москва) — российский историк, востоковед, религиовед, политолог, философ, общественный, церковный и политический деятель, публицист. Доктор исторических наук. Заместитель председателя Партии народной свободы (ПАРНАС) с 2016 по 2023 год.

## Биография
Родился 16 января 1952 года в Москве в семье крупного организатора советского военного судостроения контр-адмирала Б. Н. Зубова. В 1968 году сразу после окончания московской школы № 56 поступил в Московский государственный институт международных отношений (факультет международных отношений), который окончил в 1973 году. В том же году начал работать в Институте востоковедения РАН.
В 1978 году защитил диссертацию на соискание учёной степени кандидата исторических наук по теме «Политическое развитие таиландского общества в 1950—1970-е гг. : опыт анализа избирательной статистики».
В 1989 году защитил диссертацию на соискание учёной степени доктора исторических наук по теме «Историко-культурные закономерности адаптации парламентских институтов на Востоке».
В 1988—1994 годах преподавал историю религий в Московской духовной академии, где имел звание доцента.
С 1994 по 2012 год — заведующий кафедрой «Религиоведения» философско-богословского факультета Российского православного института св. Иоанна Богослова.
В 2001 году уволился из Института востоковедения РАН и перешёл работать в МГИМО. Был профессором кафедры философии, а также возглавлял в качестве генерального директора университетский Центр «Церковь и международные отношения».
В марте 2014 года уволен за критику действий российского правительства на Украине и в Крыму с формулировкой «за аморальный поступок», однако комиссия Совета при президенте РФ по трудовым правам признала увольнение незаконным. Решение об увольнении было отменено 11 апреля. Уволен из университета 30 июня 2014 года после истечения срока очередного двухлетнего контракта.
В 2009—2014 годах — член Синодальной библейско-богословской комиссии РПЦ и член Межсоборного присутствия РПЦ (2009—2014). Один из авторов «Основ социальной концепции Русской православной церкви» (2000).
С 2014 года читал курсы лекций на различных площадках (лекторий «Прямая речь», лекторий «Новой газеты», лекторий «Апрель») и в интернете по истории философии, истории религиозных идей, русской истории. В 2014—2018 годах — сотрудник-обозреватель «Новой газеты».
Осенью 2022 года принял приглашение преподавать в Масариковом университете в городе Брно (Чехия).
17 февраля 2023 года Министерством юстиции России внесён в список физических лиц — «иностранных агентов».
Владеет английским, тайским и французским языками.

## Научная деятельность и публицистика
Первоначально специализировался на изучении вопросов политической истории Таиланда, парламентаризма в странах Востока. Под влиянием индолога В. С. Семенцова и жены — египтолога Ольги Игоревны Зубовой стал заниматься проблемами религиоведения и истории России.
С 1993 года по настоящее время работает над лекциями, книгами и очерками по истории религиозных идей. Курсы истории религиозных идей читал в Московской духовной академии (1988—1994), Российском православном институте св. Иоанна Богослова (1994—2011), МГИМО (2001—2014), РГГУ (1994—1998).
В 1993—1994 годах в журнале «Континент» состоялась полемика между А. Б. Зубовым и филологом академиком С. С. Аверинцевым о христианском осмыслении истории. В отклике на статью Зубова «Пути России». Аверинцев выразил несогласие с используемой Зубовым дихотомической схемой «эвдемонизм» — «сотерия». Кроме того, он не согласился с утверждением, будто «в 1941 году граждане СССР почти поголовно верили Сталину, готовы были умереть за него».
Зубов ответил Аверинцеву статьёй «Опыт метанойи», в которой он высказал резко критическое отношение к фигуре генерала А. А. Власова.
Дискуссия Зубова и Аверинцева была включена журналом «Континент» в «Избранное „Континента“ за 1992—2011», что дополнительно подчёркивало её значимость.
В 2001 году на страницах журнала «Новый мир» был опубликован обмен мыслями между А. Б. Зубовым и философом Г. С. Померанцем по вопросам русской истории и судеб России в XX веке — «Переписка из двух кварталов».
В 2000-е годы стал ответственным редактором проекта по выпуску книги «История России. XX век». Авторский коллектив объединяет более 45 авторов из России, Русского зарубежья и западных русистов (Витторио Страда, Ричард Пайпс). Проект изначально создавался под руководством А. И. Солженицына, и Солженицын прочёл и отредактировал бо́льшую часть рукописи (примерно до 1956 года), но затем Солженицын дистанцировался от него (причины раскрываются в письме Солженицына Зубову, копия письма доступна в блоге russia_xx). Книга вышла в двух томах в 2009 году (1 том: Вступительная глава «Как шла Россия к XX веку» и разделы 1894—1939 гг. и 2 том: 1939—2007 гг.). В 2016—2017 годах «История России. XX век» была переиздана издательством «Эксмо» в трёх томах (1-й том: Вступительная глава и 1894—1922 гг.; 2-й том: 1923—1953 гг.; 3-й том: 1953—2008 гг.).
Книга была издана в двух томах и на чешском языке (изд. Арго, Прага).
Работа вызвала разноречивые оценки специалистов и общественных деятелей.
26 апреля 2010 года в журнале «Эксперт» вышла статья «История фальсификатора», посвящённая книге «История России. XX век» и А. Б. Зубову. 6 июня 2011 года Судебная коллегия по гражданским делам Московского городского суда обязала редакцию журнала «Эксперт» опубликовать «опровержение сведений, не соответствующих действительности и порочащих деловую репутацию Зубова А. Б.».
После своего увольнения из МГИМО в 2014 году часто выступал в СМИ оппозиционной направленности, в том числе с вопросами, касающимися истории.
В мае 2015 года на сайте «The Insider» была публикация Ольги Горелик с комментариями Андрея Зубова и Николая Сванидзе «7 главных мифов о войне», в которой авторы раскритиковали набор тезисов, названных ими наиболее распространёнными мифами о Второй мировой войне.
В 2014 году Андрею Зубову присвоено звание почётного доктора Киево-Могилянской академии (Украина), в 2019 году — почётного доктора университета имени Томаша Масарика (Брно, Чехия).
Член редакционного совета журнала «Полития».

## Общественная, церковная и политическая деятельность
Православный христианин. По словам Зубова, к вере его привёл Всеволод Семенцов, который также был крёстным отцом его старшей дочери Ксении и старшего брата Андрея. Крестился в Лазареву субботу 1978 года, после девяти месяцев оглашения. Крёстным отцом был диакон (впоследствии протоиерей) Валентин Асмус.
Член Союза писателей Москвы. Член редакционной коллегии журнала «Континент». В 1998 году награждён премией фонда «Знамя».
Координатор в 2000—2008 годах общественного комитета «Преемственность и возрождение России», целью которого являлось «восстановление правового и культурно-исторического преемства с дореволюционной Россией как основы её возрождения».
Прихожанин и чтец в храме Рождества Богородицы в Крылатском (Москва) (чтец до марта 2014 года).
Один из авторов «Основ социальной концепции Русской православной церкви».
В 1999 году в ходе внутрицерковной дискуссии, предшествовавшей канонизации Николая II, Зубов выступил против причисления последнего русского царя к лику святых.
27 декабря 2000 года решением Священного синода включён в состав делегации Русской православной церкви на двусторонние собеседования по церковно-общественной тематике с Армянской апостольской церковью, прошедшие 12—16 февраля 2001 года в Эчмиадзине.
16 июля 2005 года решением Священного синода включён в синодальную рабочую группу по разработке «концептуального документа, излагающего позицию Русской Православной Церкви в сфере межрелигиозных отношений».
26 марта 2006 года в Иоанно-Предтеченском соборе Русской православной церкви за границей в Вашингтоне вместе со священником Георгием Эдельштейном был участником встречи, посвящённой проблемам восстановления общения между Русской зарубежной церковью и Московским патриархатом.

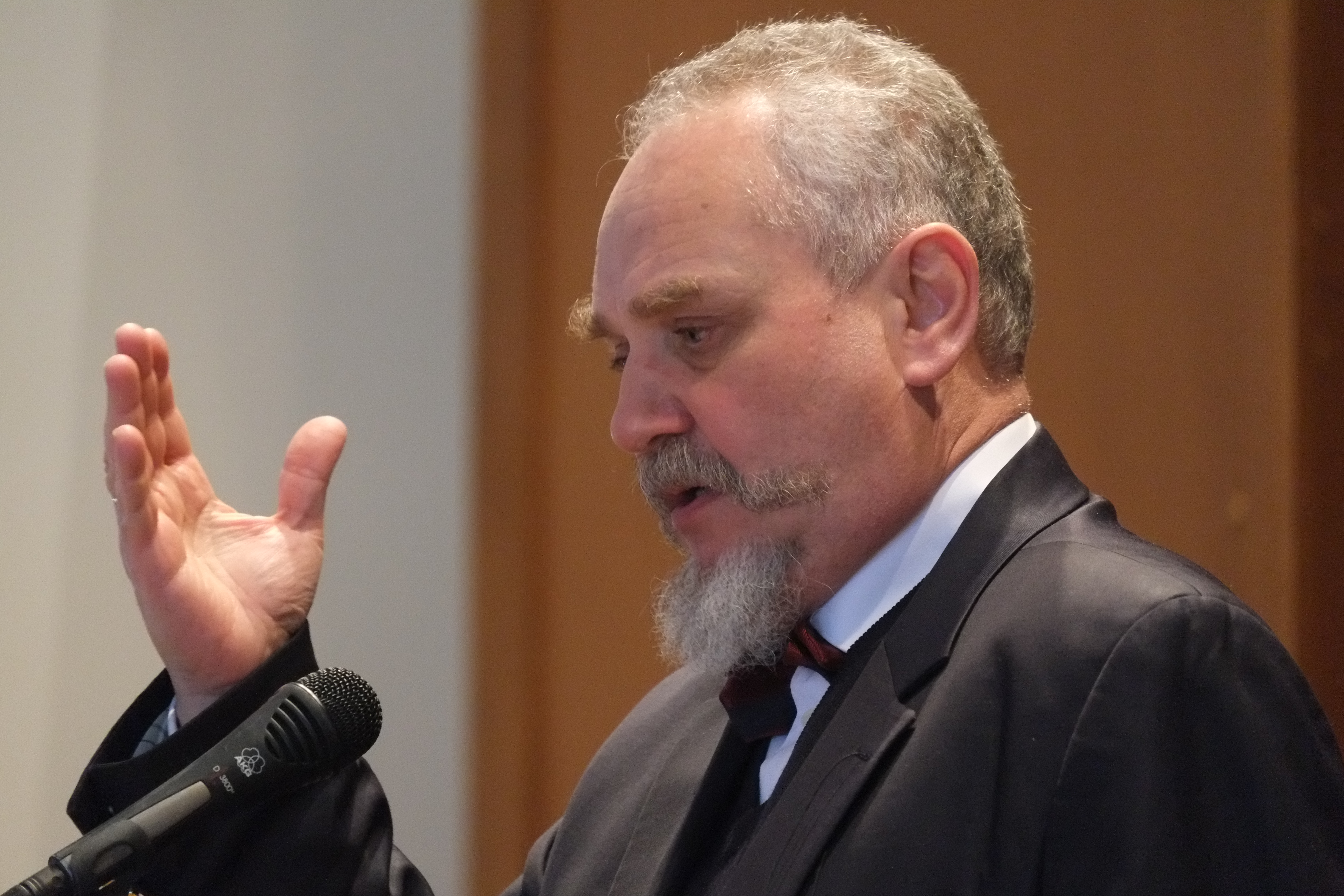
А. Б. Зубов на антивоенном Конгрессе интеллигенции 19 марта 2014 года

Член Народно-трудового союза российских солидаристов (НТС) с 2003 года. Член Совета НТС с мая 2006 до апреля 2008 года. Председатель Исполнительного бюро НТС (2006—2008). Член редколлегии журнала «Посев» (до апреля 2008 года).
Лично Патриархом Алексием II награждён орденами святого князя Даниила Московского III степени и преподобного Сергия Радонежского III степени в 2006 и 2008 годах.
29 июня 2009 года распоряжением Патриарха Московского и всея Руси Кирилла включён в редакционный совет и редакционную коллегию по написанию учебника и методических материалов по учебному курсу «Основы православной культуры» для средней школы.
27 июля 2009 года решением Священного синода включён в состав Межсоборного присутствия (член Комиссии по вопросам взаимодействия Церкви, государства и общества). Тогда же включён в состав Синодальной библейско-богословской комиссии.
29 сентября 2009 года участвовал в конференции «Религия и политическая культура» в Риме, организованной по инициативе Папского Григорианского университета и фонда Аденауэра. Выступил с докладом, где рассказал о пути, который прошли отношения Церкви и государства в России в XX веке.
В марте 2012 года выступил в прессе в связи с делом Pussy Riot. По его мнению, наказание участницам группы было неадекватно жёстким, и даже в Российской империи к подобным поступкам относились снисходительнее.
Зубов выступил с резкой критикой аннексии Крыма Российской Федерацией, сравнивая её с аншлюсом Австрии в 1938 году.
В июле 2014 года в интервью интернет-изданию «Украинская правда» Зубов заявлял, что «бандеровцы — это пример большой лжи советской системы».
1 марта 2014 года Зубов опубликовал в «Ведомостях» статью, критикующую аннексию Крыма Российской Федерацией. Автор сравнил действия России с аншлюсом Австрии Третьим рейхом в 1938 году. Руководство МГИМО предупредило его о возможном увольнении за «неуместные и оскорбительные исторические аналогии». В СМИ появилась информация об увольнении Зубова, но ректор университета А. В. Торкунов заявил, что профессор продолжает работать в вузе. Зубов, в свою очередь, сообщил, что ему было недвусмысленно сказано об увольнении и «были приняты соответствующие шаги в институте. Но массовое возмущение, которое возникло в России и мире по этому поводу, заставило отыграть назад». Историку вынесли «глубокое порицание» за статью и сказали, что он может продолжать преподавать.
Впоследствии выяснилось, что Зубова всё же уволили из МГИМО. По сведениям дочери профессора, это произошло 4 марта 2014 года. Русская служба Би-би-си сообщила об увольнении 24 марта. В этот же день на сайте вуза появилось официальное сообщение «О Зубове А. Б.».
Сам историк объяснял своё увольнение давлением со стороны высшей исполнительной власти России («Кремля»).
Представители российской научной общественности выпустили ряд обращений в защиту Зубова. Профессор также сообщил о неформальной поддержке со стороны коллег.
Зубов признал, что данное увольнение — большой удар по его преподавательской карьере, так как в МГИМО сотрудники работают по контрактной системе. «Если бы они решили не продлять [контракт], я бы мог уйти куда угодно. Но если я уволен по этой статье, меня ни одно учебное заведение больше не примет. Это как Каинова печать», — говорил профессор.
Комиссия Совета при Президенте РФ по трудовым правам признала увольнение незаконным. В соответствии с заключением комиссии, приказ об увольнении Зубова «не соответствует положениям статей 1, 2, 6, 13, 15, 29, 44 Конституции России, статей 3, 81, 192, 193, 336 Трудового кодекса России, статьи 47 Федерального закона „Об образовании в Российской Федерации“». 11 апреля 2014 года решение об увольнении А. Б. Зубова было отменено. 30 июня 2014 года истёк срок контракта А. Б. Зубова в МГИМО. На новый срок контракт продлён не был.
В сентябре 2014 года подписал заявление с требованием «прекратить агрессивную авантюру: вывести с территории Украины российские войска и прекратить пропагандистскую, материальную и военную поддержку сепаратистам на юго-востоке Украины».
Не вошёл в новый состав Межсоборного присутствия, утверждённый 23 октября 2014 года решением Священного синода Русской православной церкви.
Весной 2016 года Андрей Зубов заявил о своём участии в выборах в Госдуму от Партии народной свободы. Он опубликовал собственную политическую программу, в основу которой легли предложения по десоветизации общества: признание Октябрьского переворота и коммунистического режима противоправными, а сопротивления им — правомерным; люстрация для сотрудников КГБ и членов КПСС; компенсации за экспроприированную собственность и принудительный труд; ограничение использования советской символики и т. д. Программа включала также переход к парламентскому государству; расследование преступлений «путинского режима»; обеспечение права на национально-культурное самоуправление для всех народов России; мирное урегулирование конфликта с Украиной через признание её территориальной целостности, отказ от поддержки непризнанных ДНР и ЛНР и проведение нового референдума в Крыму под контролем временной администрации ООН.
Выдвигал свою кандидатуру на выборах в Государственную думу VII созыва по 208-му одномандатному избирательному округу (от центрального округа города Москвы). В итоге получил 18 789 голосов избирателей (11,27 % голосовавших) и в состав Думы не прошёл.
В феврале 2022 года выступил против вторжения России на Украину. 29 сентября того же года, из-за усилившейся цензуры, уехал с женой и сыном из России.

## Семья

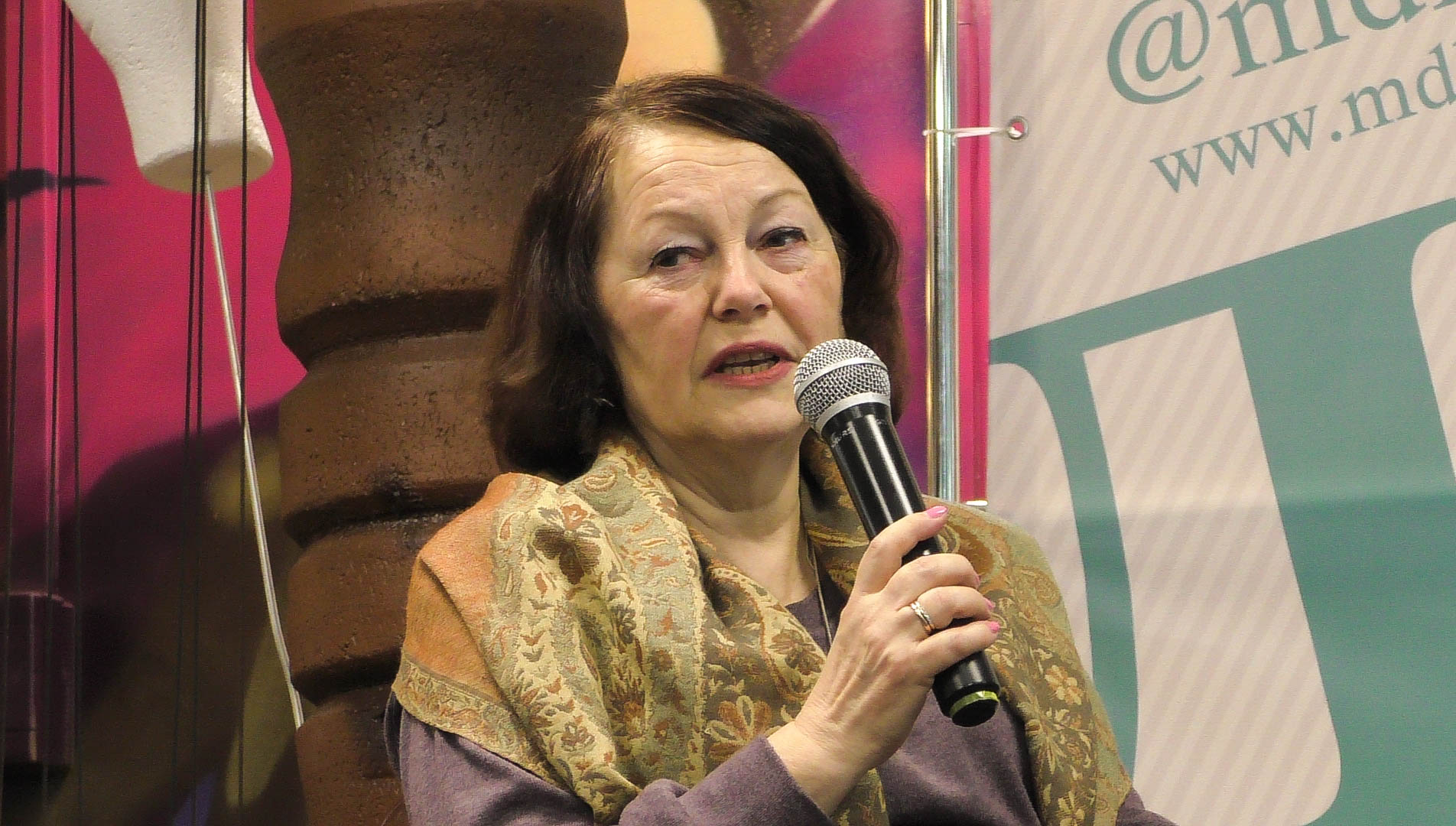
Ольга Игоревна Зубова,
супруга и соавтор Андрея Борисовича

- Отец — Борис Николаевич Зубов (1912—2007, фамилия по отчиму), кораблестроитель, контр-адмирал, начальник управления Министерства судостроительной промышленности СССР[26].
- Мать — Ия Евгеньевна Зубова (Савостьянова) (1916—2005)[59]. Была доцентом кафедры общехимической технологии, окончила Менделеевский институт, защитила кандидатскую диссертацию. Её родители имели усадьбу в Витебске. Дед по матери, Евгений Петрович, окончил Московское коммерческое училище и был служащим в Банке коммерческого кредита, в советское время работал в бухгалтерии в Министерстве пищевой промышленности. Бабушка по матери Шушан Тер-Хачатурян — армянка, окончила Строгановское Центральное училище в Москве[60].
- Брат — Сергей Борисович Зубов (род. 1944)[26].
- Супруга — Ольга Игоревна Зубова (урожд. Белорусец, по первому браку Павлова; род. 1948), кандидат исторических наук, учёный-египтолог. В браке с А. Б. Зубовым с 1982 года.
  - Дети:
    - Ксения
    - Ирина (муж — Николай Бобринский)
    - Дарья
    - Даниил (род. в 1991 году).

## Основные работы
Автор восьми монографий и около 300 научных и публицистических статей.
- Парламентаризм в Таиланде: опыт исследования современного восточного общества методом анализа избирательной статистики. — М.: Наука, Главная редакция восточной литературы, 1982.
- Парламентская демократия и политическая традиция Востока. — М.: Наука, Главная редакция восточной литературы, 1990.
- L’Euroasia del Nord : Il rischio del caos dopo l’impero sovetico / Ed.San Paolo. Turin — Milano, 1994.
- Обращение к русскому национальному правопорядку как нравственная задача и политическая цель. — М.: Группа Гросс, 1997.
- История религий. Книга первая: Доисторические и вне-исторические религии. Курс лекций. — М.: Планета детей, 1997. — 344 с. — ISBN 5-86065-034-5.
- История России. XX век: 1894—1939 / под ред. А. Б. Зубова. — М.: АСТ, 2009. — Т. 1. — 1024 с. — 5000 экз. — ISBN 978-5-17-059362-0.
- История России. XX век: 1939—2007 / под ред. А. Б. Зубова. — М.: АСТ, 2009. — Т. 2. — 848 с. — 5000 экз. — ISBN 978-5-17-059363-7.
- в соавторстве: Страда В., Пайпс Р., Пивоваров Ю., Булдаков В., Люкс Л., Буббайер Ф., Гудков Л., Рыжов Ю., Нива Ж. Россия на рубеже веков. 1991—2011 / А. Б. Зубов и В. Страда. — М.: РОССПЭН, 2011. — 159 с. — ISBN 978-5-8243-1598-1.
- Лекции по истории религии. — М.: Альпина нон-фикшн, 2016. — 201 с. — 2000 экз. — ISBN 978-5-91671-602-3.
- История России XX век. Как Россия шла к XX веку. От начала царствования Николая II до конца Гражданской войны (1894—1922) / под ред. А. Б. Зубова. — М.: Эксмо, 2017. — Т. 1. — 976 с. — 3000 экз. — ISBN 978-5-699-89930-2.
- История России XX век. Эпоха Сталинизма (1923—1953) / под ред. А. Б. Зубова. — М.: Эксмо, 2017. — Т. 2. — 752 с. — ISBN 978-5-699-92087-7.
- История России XX век. Деградация тоталитарного государства и движение к новой России (1953—2008) / под ред. А. Б. Зубова. — М.: Эксмо, 2017. — Т. 3. — 688 с. — ISBN 978-5-699-93347-1.
- Доисторические и внеисторические религии : история религий. — М.: Рипол-классик, 2017. — 558 с. — (PRO религию). — ISBN 978-5-386-09899-5.
- в соавторстве с Зубовой О. И. Религия Древнего Египта. Часть 1. Земля и боги. — М.: Рипол-классик, 2018. — ISBN 978-5-386-09668-7.
- Россия. 1917. Катастрофа: лекции о Русской революции. — М.: Рипол-классик, 2019. — ISBN 978-5-386-12486-1.
- Религия Библии. Христианство. История религиозных идей. — М.: Никея, 2021. — 608 с. — ISBN 978-5-907307-57-5.
- The Russian Catastrophe and the Chances to Overcome It. — Брно: Masaryk University Press, 2023. — 102 с. — ISBN 978-80-280-0384-5.
- Зубов А.Б. История России XIX столетия. Том I. — vidim books, 2024. — 488 с. — ISBN 978-80-690960-5-9.
- Зубов А.Б. История России XIX столетия. Том II. — vidim books, 2025. — 496 с. — ISBN 978-80-690963-5-6.

- Этнопаранойя // Континент. — 1992. — № 3 (73). — С. 262—269
- Воскресение или развоплощение? // Континент. 1992. — № 4 (74) — С. 238—254
- Пути России // Континент. 1993. — № 1 (75). — С. 124—159
  - Избранное «Континента» 1992—2011, «Континент». — № 148, 2011.
- Эсхатологическая уникальность христианства // Континент. 1993. — № 4 (78). — С. 233—245
  - Эсхатологическая уникальность христианства // Христианство и культура сегодня. — М. : Итальянский ин-т Культуры — Путь, 1995. — 185 с. — С. 47-59
  - Эсхатологическая уникальность христианства // Континент: литературный, публицистический и религиозный журнал: Избранное / гл. ред. И. И. Виноградов. — Т. 3: № 149, 2011, № 3: Июль-сентябрь : Религия. Гнозис. — 2011. — 911 с. — С. 117—125
- Победа над «последним врагом»: [Тенденции развития европейской цивилизации с точки зрения православия и стремление к спасению] // Богословский вестник. 1993. — [Т.] 1. № 1. — Вып. 1-2. — С. 40-53.
- Опыт метанойи // «Континент». 1994. — № 3 (81) — С. 192—206
  - «На морали стоит социальный мир…». Из статьи А. Зубова «Опыт метанойи» // Избранное «Континента» 1992—2011, «Континент», № 148, 2011.
- Европа и мир (Рубежи земли и предназначение цивилизации) // Континент. 1995. — № 1 (83). — С. 249—270
  - Избранное «Континента» 1992—2011, «Континент». — № 148, 2011.
- Русская Православная Церковь в посттоталитарном пространстве // Континент. — 1995. — № 3 (85) — С. 243—259
- Россия на путях правопреемства // Континент. 1996. — № 3 (89) — С. 228—234; 1997. — № 1 (91). — С. 186—207
- Будущее российского федерализма // Знамя. — 1996. — № 3. — С. 172—188.
- Возможен ли федерализм в России? «Не имеем права ждать.» // Родина, 1996. — № 2. — С. 18-22.
- «Если бы от мира сего было царство Мое…» // Знамя. — № 10, 1997.
- Обращение к русскому национальному правопорядку как нравственная необходимость и политическая цель // Континент. 1997. — № 2 (92) — С. 232—249
- Единство и разделения современного русского общества: вера, экзистенциальные ценности и политические цели // Знамя. — 1998. — № 11. — С. 161—193.
- Сорок дней или сорок лет? // Новый Мир. 1999. — № 5.
- Христианство и культура // Знамя. 1999. — № 10,
- Человек — образ и подобие Божие в религиозных воззрениях египтян // Древний Египет: Язык — культура — сознание. — М., 1999. — С. 52-79
- Политическое будущее Кавказа: опыт ретроспективно-сравнительного анализа // Знамя. 2000. — № 4. — С. 141—173.
- Православная вера, национальная психология и политика // Религия и национализм : сборник статей / сост., ред. А. В. Пчелинцев, ред. А. А. Нуруллаев, ред. И. В. Подберезский. — М. : Институт религии и права, 2000. — 240 с. — С. 66—80
- Переписка из двух кварталов // Новый Мир. — № 8, 2001.
- Россия 1991—2001: Победы и поражения // Знамя. — № 8, 2001.
- Язык церкви и гражданская позиция христианства // Язык Церкви : материалы Международной богословской конференции (Москва, 22-24 сентября 1998 г.). — М. : Свято-Филаретовская московская высшая православно-христианская школа, 2002. — 352 с. — С. 82-93.
- Ученичество в христианстве и в других религиях // Предание Церкви и предание Школы : Материалы Международной богословской конференции (Москва, 22-24 сентября 1999 г.) : материалы временных коллективов. — М. : МВПХШ, 2002. — 328 с. — С. 172—179.
- Кавказ без России (1918—1921 гг.) // Гражданинъ. 2003. — № 1. — С. 78-85.
- Припоминание и изменение ума — два важнейших основания возрождения российского общества // Память и беспамятство в церкви и обществе: итоги XX века : материалы международной научно-богословской конференции. Москва, 18-20 сентября 2000 г. — М. : Свято-Филаретовский православно-христианский институт, 2004. — 327 с. — С. 41-50
- Проблема монотеизма и политеизма в религии древнего Египта // Сборник «Египет и христианство». — М.: изд-во Ин-та Востоковедения РГГУ, 2004.
- Ислам и христианство: проблемы диалога // Континент. 2004. — № 119,
- Размышления над причинами революции в России. Опыт восемнадцатого столетия // Новый мир. — 2004. — № 7. — С. 129—148.
- Размышления над причинами революции в России: Опыт восемнадцатого столетия. Окончание // Новый Мир. 2004. — № 8. — С. 125—144.
- Самопознание народа в творчестве Солженицына // Вестник русского христианского движения. — 2004. — № 2 (188). — С. 219—229
- Циклы русской истории // Вопросы философии. — 2005. — № 3. — С. 161—166
  - Циклы русской истории // Полития. — 2006. — № 1. — С. 5-12
- Размышления над причинами революции в России: На грани веков. Царствование Павла I и начало царствования Александра Благословенного // Новый Мир. 2005. — № 7. — С. 112—131
- Почему не воплотились «бессмысленные мечтания»: к столетию Манифеста 17 октября 1905 года. // Посев — М., Frankfurt am Main, 2005. — № 12. — С. 28-33.
- Православная церковь в циклах русской истории // Вера — Диалог — Общение: Проблемы диалога церкви и общества : материалы Международной богословской конференции (Москва, 29 сентября — 1 октября 2004 г.): Памяти С. С. Аверинцева. — М. : Свято-Филаретовский православно-христианский институт, 2005. — 496 с. — С. 60-73
- Карта Европы: с Россией или без неё? // Вестник русского христианского движения. — 2005. — № 189 (I). — С. 219—236
  - Карта Европы: с Россией или без неё? // Страницы : богословие, культура, образование. — 2005. т. 10. — № 1 — С. 86-98
  - Карта Европы: с Россией или без неё? // Церковь и время. 2006. — № 2 (35). — С. 189—206
- Размышления над причинами революции в России: царствование Александра Благословенного // Новый мир. — 2006. — № 7. — С. 123—160
- Дом смерти предназначен для жизни // Посев. 2006. — № 7. — С. 13-15
- Всеволод Семенцов в моей жизни // Всеволод Сергеевич Семенцов и российская индология / Сост. В. К. Шохин; ред. коллегия: A. M. Дубянский и др.; Ин-т философии РАН. — М.: Восточная литература, 2008. — 352 с. — 500 экз. — ISBN 978-5-02-036333-5. Архивировано 6 марта 2016 года.
- Христиане и политика: гоняющая Церковь и гонимая Церковь: почему все, желающие жить во Христе Иисусе, будут гонимы? // Полис: Политические исследования. — 2008. — № 2. — С. 17-22
- Возможен ли переход от послесоветского государства к возрожденной России? Политика и дискуссии // Военно-исторический архив. — 2009. — № 1. — С. 8-22
  - Возможен ли переход от послесоветского государства к возрожденной России? // Полития. — 2009. — № 2 (53). — С. 187—194
- Своеобразие западной религиозности в системной типологии религиозного опыта // Полис: Политические исследования. — 2012. — № 5. — С. 96-105
- Органические преимущества демократии // Полис: Политические исследования. — 2013. — № 2. — С. 40-50.
- Интеллектуальные истоки демократии // Общая тетрадь: Вестник Школы гражданского просвещения.. — 2015. — № 1 (67). — С. 81—90.
- Прамонотеизма теория : [арх. 16 августа 2022] // Полупроводники — Пустыня. — М. : Большая российская энциклопедия, 2015. — С. 385. — (Большая российская энциклопедия : [в 35 т.] / гл. ред. Ю. С. Осипов ; 2004—2017, т. 27). — ISBN 978-5-85270-364-4.

## Интервью
- «История России. XX век» Интервью на Радио «Свобода», 3 января 2010
- Историк Андрей Зубов — о борьбе московских учёных против фальсификации выборов // Радио «Свобода»
- Мы погубим себя, я смотрю на это с огромным ужасом (интервью порталу «Republic», 28 мая 2014)
- Культ личности. Андрей Зубов. Ведущий — Леонид Велехов. Радио «Свобода» (21 марта 2015). Дата обращения: 22 октября 2020.
- Шлосберг Live. Андрей Зубов // ГражданинЪ TV. 1 мая 2018
- Андрей Зубов и Лев Шлосберг: «Судьба империй» / Люди мира // ГражданинЪ TV. 13 сентября 2022
- Андрей Зубов: «Люди любят империи»» (рус.) // "Скажи Гордеевой. 19 сентября 2024